# Criptide

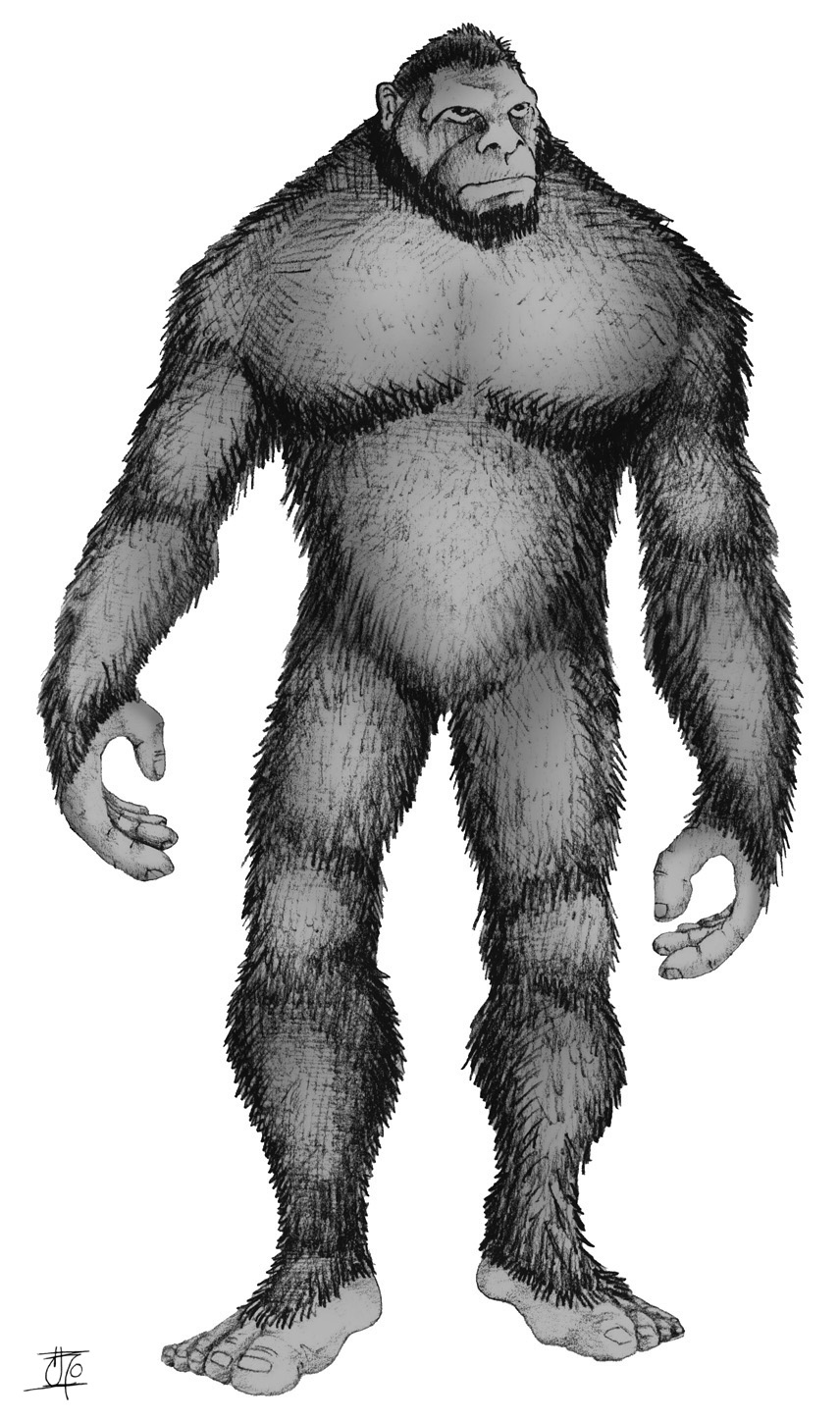
Il bigfoot, un criptide antropomorfo

Criptide è un termine usato nella criptozoologia, disciplina a carattere pseudoscientifico e sottoculturale, per indicare un animale la cui esistenza è sostenuta da tradizioni e leggende, ma di cui mancano prove scientifiche. È definito anche con l'acronimo UMA (Unidentified Mysterious Animal).

## Etimologia
La parola inglese cryptid (dal greco antico κρύπτω?, krýptō, "nascondo") fu coniata da John E. Wall nel 1983 in una lettera all'International Society of Cryptozoology.

## Altri usi
Il termine "criptide" è applicato dai criptozoologi anche a quegli animali la cui esistenza è accettata dalla comunità scientifica ma che sono considerati con interesse dalla criptozoologia, come ad esempio il celacanto che si credeva estinto.

## Lista di criptidi
| Nome                             | Altri nomi | Descrizione | Luogo                                                                 | Immagine | Riferimenti           |
| -------------------------------- | --- | --- | --------------------------------------------------------------------- | -------- | --------------------- |
| Adjulé                           | Kelb-el-khela | Canide del Sahara, forse un licaone                                                                                             | Nordafrica                                                            |          | [ 1 ] [ 2 ]           |
| Anguila peluda                   | Anguilla gigante | Grande anguilla mostruosa e pelosa                                                                                              | Massiccio di Anaga, Tenerife                                          |          | [ 3 ] [ 4 ]           |
| Agogwe                           | Agogure, Kakundakari, Kikomba, Sehite | Bipede umanoide | Africa orientale                                                      |          | [ 5 ]                 |
| Ahool                            | | Chirottero gigante | Giava, Indonesia                                                      |          | [ 1 ] [ 6 ]           |
| Akkorokamui                      | At-kor-kamuy | Polpo gigante | Hokkaido, Giappone                                                    |          | [ 7 ]                 |
| Allghoi Khorhoi                  | | Verme velenoso | Gobi, Mongolia                                                        |          | [ 8 ]                 |
| Alma                             | Abnauayu, almas, almasty, albasty, bekk-bok, biabin-guli, golub-yavan, gul-biavan, auli-avan, kaptar, kra-dhun, ksy-giik, ksy-gyik, ochokochi, mirygdy, mulen, voita, zana | Scimmia antropomorfa | Mongolia, Caucaso                                                     |          | [ 9 ] [ 10 ]          |
| Altamaha-ha                      | Altie | Storione o plesiosauro | Georgia, Stati Uniti                                                  |          | [ 11 ] [ 12 ]         |
| Am Fear Liath Mòr                | Big Gray Man Big Gray Man of Ben MacDhui | Primate o Ominide | Scozia                                                                |          | [ 13 ]                |
| Amerantropoide                   | Ameranthropoides loysi | Primate | Colombia                                                              |          | [ 14 ] [ 15 ]         |
| Amomongo                         | | Ominide? | Monte Kanla-on, Filippine                                             |          | [ 16 ]                |
| Barmanou                         | Barmanu, Big Hairy One | Scimmia antropomorfa oppure ominide (Neandertal?)                                                                               | Pakistan                                                              |          | [ 17 ]                |
| Bestia di Bladenboro             | Beast of Bladenboro | Felino | Bladenboro, Carolina del Nord, Stati Uniti                            |          | [ 18 ]                |
| Bestia del Gévaudan              | Bête du Gévaudan, Arenotelicon | Canide | Gévaudan (Lozère), Francia                                            |          | [ 19 ]                |
| Bestia di Bodmin                 | | Grande felide | Cornovaglia, Inghilterra                                              |          | [ 1 ] [ 20 ]          |
| Bestia di Bray Road              | Bearwolf, Indigenous Dogman, Manwolf | Mammifero simile ad un lupo o ad un primate bipede                                                                              | Wisconsin e Illinois, Stati Uniti                                     |          | [ 21 ]                |
| Bestia di Busco                  | Oscar | Tartaruga gigantesca | Churubusco, Indiana, Stati Uniti                                      |          | [ 22 ] [ 23 ]         |
| Bestia di Exmoor                 | | Felide | Exmoor, Inghilterra                                                   |          | [ 24 ]                |
| Bestia di Stronsay               | | Globster, Cetorhinus maximus | Isole Orcadi, Scozia                                                  |          | [ 25 ] [ 26 ]         |
| Bigfoot                          | Sasquatch, Skookum | Ominide | Stati Uniti e Canada                                                  |          | [ 10 ] [ 27 ]         |
| Black Shuck                      | Old Shuck | Mammifero carnivoro | Costa dell'Anglia orientale, Inghilterra                              |          | [ 1 ]                 |
| Bobo                             | Monterey monster | Plesiosauro o basilosauro | Baia di Monterey, California, Stati Uniti                             |          | [ 28 ]                |
| Bunyip                           | | Animale lacustre e di caverna                                                                                                   | Australia                                                             |          | [ 29 ] [ 30 ]         |
| Buru                             | | | Arunachal Pradesh, India                                              |          | [ 31 ]                |
| Cadborosaurus                    | Caddy, "Cadborosaurus willsi" | Animale marino | Costa pacifica dell'America del Nord                                  |          | [ 32 ]                |
| Champ                            | "Champtanystropheus americansus", Champy | Mostro lacustre | Lago Champlain, America del Nord                                      |          | [ 33 ]                |
| Chessie                          | | Animale marino | Costa atlantica degli Stati Uniti, specialmente la baia di Chesapeake |          | [ 1 ] [ 11 ] [ 33 ]   |
| Chupacabra                       | | Animale simile a un'enorme lucertola che salta                                                                                  | Porto Rico e Messico; successivamente Nord, Centro, Sudamerica        |          | [ 34 ] [ 35 ]         |
| Cuero                            | El bien peinado, trülke wekufü | Pastinaca? | Lago Lácar, Cile/Argentina                                            |          | [ 36 ]                |
| Demone di Dover                  | | Bipede, ritenuto extraterrestre o extradimensionale                                                                             | Dover, Massachusetts, Stati Uniti                                     |          | [ 37 ]                |
| Diavolo del Jersey               | Leeds Devil | Sorta di equide bipede e alato                                                                                                  | New Jersey e Pennsylvania                                             |          | [ 1 ] [ 11 ] [ 38 ]   |
| Dingonek                         | Tricheco della giungla | Animale grande, una sorta di pangolino, con scaglie e pelame macchiato, dotato di zanne come un tricheco con coda a pungiglione | Congo                                                                 |          | [ 1 ] [ 39 ] [ 40 ]   |
| Ebu Gogo                         | Si pensa potrebbe essere un esemplare di Homo floresiensis, chiamato anche Hobbit                                                                                          | Piccolo ominide | Flores, Indonesia                                                     |          | [ 41 ]                |
| Emela-ntouka                     | | Rinoceronte oppure Centrosaurus                                                                                                 | Likouala, Africa centrale                                             |          | [ 42 ]                |
| Felini fantasma                  | "Pantere", phantom cats, Alien Big Cats (ABCs) | Mammifero carnivoro fuori dal suo areale                                                                                        | Mondo (inclusa Italia)                                                |          | [ 1 ]                 |
| Foionco                          | Foglionco, fegonchio | Puzzola o martora | Lucchesia, Italia                                                     |          | [ 43 ]                |
| Gambo                            | | Animale marino | Gambia                                                                |          | [ 1 ] [ 44 ]          |
| Gatto di Kellas                  | | Felide, probabilmente ibrido tra gatto selvatico e gatto domestico                                                              | Scozia                                                                |          | [ 45 ]                |
| Globster                         | Blob | Animale marino non ben identificato                                                                                             | Australia, Nuova Zelanda, Caraibi                                     |          | [ 46 ]                |
| Goblin di Kelly-Hopkinsville     | | Alieno o criptide | Hopkinsville, Stati Uniti                                             |          | [ 47 ]                |
| Gnomo di Girona                  | Goblin | Piccolo umanoide | Girona, Spagna                                                        |          | [ 48 ]                |
| Grandi felini britannici         | English lions | Mammiferi carnivori | Gran Bretagna                                                         |          | [ 49 ]                |
| Iemisch                          | | Mammifero | Argentina                                                             |          | [ 50 ]                |
| Jackalope                        | Antelabbit, aunt benny, Wyoming thistled hare, stagbunny | Mammifero erbivoro | America del Nord                                                      |          | [ 51 ]                |
| Jack il saltatore                | Spring-heeled Jack | Uomo oppure demone | Londra, Regno Unito                                                   |          | [ 52 ]                |
| Kongamato                        | Kongamoto, Olitiau | Pterosauro o chirottero | Mwinilunga, Zambia                                                    |          | [ 53 ]                |
| Kraken                           | | Piovra, calamaro gigante | Norvegia, Islanda                                                     |          | [ 54 ] [ 55 ]         |
| Kting voar                       | "Pseudonovibus spiralis" | Bovide | Cambogia e Vietnam                                                    |          | [ 56 ]                |
| Lariosauro                       | Mostro del lago di Como, Ul Mustru | Rettile lacustre | Italia                                                                |          | [ 57 ]                |
| Lince appenninica                | La lonza dantesca? Gattopardo? | Lince fuori dal suo solito areale                                                                                               | Italia                                                                |          | [ 58 ]                |
| Lusca                            | | Piovra? | Oceani                                                                |          | [ 59 ] [ 60 ]         |
| Manipogo                         | Winnipogo | Mostro lacustre | Lago Manitoba, Canada                                                 |          | [ 61 ]                |
| Mapinguari                       | Mapinguary, mapi, isnashi | Mammifero erbivoro | Amazzonia                                                             |          | [ 62 ]                |
| Marozi                           | "Panthera leo maculatus" | Leopone? | Kenya                                                                 |          | [ 63 ]                |
| Megalodon                        | Carcharodon, Carcharocles | Squalo gigante | Oceani                                                                |          | [ 64 ]                |
| Melon Head                       | | Umanoide | Ohio, Michigan, Connecticut, Stati Uniti                              |          | [ 65 ]                |
| Memphre                          | | Mostro lacustre | Lago Memphremagog, Québec, Canada                                     |          | [ 33 ]                |
| Minhocão                         | | Pesce, verme | Brasile                                                               |          | [ 66 ]                |
| Mokèlé-mbèmbé                    | | Dinosauro sauropode | Congo                                                                 |          | [ 33 ] [ 67 ]         |
| Mostro del Devil's Lake          | M'de waken | Cefalopode | Wisconsin, Stati Uniti                                                |          | [ 68 ]                |
| Mostro del lago di Van           | | Mostro lacustre | Lago di Van, Turchia                                                  |          | [ 33 ]                |
| Mostro del lago Iliamna          | | Mostro lacustre, forse uno storione bianco, sebbene alcuni rapporti parlino di squalo o balena                                  | Lago Iliamna, Alaska                                                  |          | [ 11 ]                |
| Mostro del lago Tianchi          | | Plesiosauro cornuto | Tianchi, Jilin, Cina                                                  |          | [ 33 ] [ 69 ]         |
| Mostro di Crawfordsville         | | Creatura volante | Crawfordsville, Indiana                                               |          | [ 70 ]                |
| Mostro di Hook Island            | | Pesce o anfibio | Queensland, Australia                                                 |          | [ 71 ]                |
| Mostro di Lagarfljót             | Lagarfljótsormurinn | Verme o serpente marino gigante (oltre 12 metri)                                                                                | Lago Lagarfljót, Islanda                                              |          | [ 72 ]                |
| Mostro di Loch Ness              | Nessie, "Nessiteras rhombopteryx" | Plesiosauro o un altro tipo di sauropterigio?                                                                                   | Loch Ness, Scozia                                                     |          | [ 33 ] [ 73 ] [ 74 ]  |
| Mostro di Masterton              | Euroa Beast | Pederpe? | Masterton, Nuova Zelanda e Euroa, Victoria, Australia                 |          | [ 75 ]                |
| Mostro di Pope Lick              | | Bipede | Kentucky, Stati Uniti                                                 |          | [ 11 ]                |
| Mostro marino dell'HMS Valhalla  | | Serpente marino | Brasile                                                               |          | [ 76 ]                |
| Mostro marino della HMS Daedalus | | Serpente marino | Oceano Atlantico sud-orientale                                        |          | [ 77 ]                |
| Mussie                           | "Hapyxelor" | Mostro lacustre | Lago Muskrat, Ontario, Canada                                         |          | [ 33 ]                |
| Nahuelito                        | | Plesiosauro? | Lago Nahuel Huapi                                                     |          | [ 78 ]                |
| Nightcrawler                     | Fresno's Alien | Bipede, ritenuto extraterrestre o extradimensionale                                                                             | Fresno, California, Stati Uniti                                       |          | [ 79 ]                |
| Ningen                           | | Umanoide o balena | Antartide                                                             |          | [ 80 ]                |
| Ninki Nanka                      | | Drago | Africa occidentale                                                    |          | [ 81 ]                |
| Nguoi rung                       | | Ominide | Vietnam, Laos, Cambogia                                               |          | [ 82 ]                |
| Ogopogo                          | N'ha•a•itk, Naitaka | Mostro lacustre | Lago Okanagan, Canada                                                 |          | [ 33 ] [ 83 ]         |
| Onza                             | | Felide | Messico                                                               |          | [ 84 ]                |
| Orang-bati                       | Orang Bati | Primate alato | Seram, Indonesia                                                      |          | [ 85 ]                |
| Orang Myniac                     | | Uomo coperto di grasso oppure demone                                                                                            | Malaysia                                                              |          | [ 86 ]                |
| Orang pendek                     | Gugu, sedapa, sedabo, atu | Ominide | Sumatra, Indonesia                                                    |          | [ 87 ]                |
| Orso di Bergman                  | "Ursus arctos piscator" | Orso bruno | Kamčatka                                                              |          | [ 88 ]                |
| Ozark Howler                     | Ozark Black Howler | Mammifero carnivoro | Arkansas, Missouri, Oklahoma e Texas, Stati Uniti                     |          | [ 11 ]                |
| Pesce monaco                     | Monaco d'acqua | Calamaro gigante? | Danimarca                                                             |          | [ 89 ]                |
| Pianta mangia-uomini             | Yateveo | Pianta carnivora | Africa, America centrale                                              |          | [ 90 ]                |
| Pogeyan                          | | Leopardo grigiastro | Ghati occidentali, India                                              |          | [ 91 ]                |
| Pombero                          | Pombeiro | Ominide | Argentina, Paraguay                                                   |          | [ 92 ]                |
| Popobawa                         | Popo bawa | Sorta di chirottero con un occhio solo                                                                                          | Zanzibar, Tanzania                                                    |          | [ 93 ]                |
| Pouakai                          | Poukai | Uccello antropofago | Nuova Zelanda                                                         |          | [ 94 ]                |
| Rana di Loveland                 | Loveland Frog, Loveland Lizard | Sauro bipede o rana, avvistato per la prima volta a Loveland                                                                    | Ohio, Stati Uniti                                                     |          | [ 11 ]                |
| Ropen                            | Duah | Pterosauro? | Papua Nuova Guinea                                                    |          | [ 95 ]                |
| Salaawa                          | al-Salaawa | Iena | Africa settentrionale                                                 |          | [ 96 ]                |
| Scimmia marina di Steller        | | Mammifero acquatico | Isole Shumagin, Alaska, Stati Uniti                                   |          | [ 97 ]                |
| Scimmia Skunk                    | | Primate | Carolina del Nord, Arkansas, Florida, Stati Uniti                     |          | [ 98 ]                |
| Selma                            | Seljordsormen | Mostro lacustre | Lago Seljord (Seljordsvatnet), Norvegia                               |          | [ 33 ]                |
| Serpente di mare di Gloucester   | "Scoliophis atlanticus" | Serpente di mare | Massachusetts, Stati Uniti                                            |          | [ 99 ]                |
| Skunk Ape                        | Stink Ape, Myakka Ape, Myakka Skunk Ape | Primate | Florida, Stati Uniti                                                  |          | [ 11 ]                |
| Snallygaster                     | | Drago-uccello | Contea di Frederick, Maryland, Stati Uniti                            |          | [ 100 ]               |
| Sucuriju                         | Anaconda gigante, megaconda, matatoro (spagnolo, "mangia toro"); | Serpente gigante | America del sud                                                       |          | [ 101 ]               |
| Tahoe Tessie                     | Lake Tahoe monster | Mostro lacustre | Lago Tahoe in California e Nevada, Stati Uniti                        |          | [ 11 ]                |
| Tatzelwurm                       | | Rettile o anfibio | Alpi                                                                  |          | [ 102 ] [ 103 ]       |
| Tigre dell'Ennedi                | Hadjel, Gassingram, Vossoko, Mourou N'gou, Mamaimé, Dilali | Mammifero carnivoro | Ciad                                                                  |          | [ 40 ] [ 104 ]        |
| Tigre maltese                    | Tigre blu | Tigre con una colorazione inusuale                                                                                              | Provincia del Fujian, Cina                                            |          | [ 105 ]               |
| Tsuchinoko                       | | Serpente o rettile acquatico | Giappone                                                              |          | [ 106 ]               |
| Uccello del tuono                | Uccello-tuono, thunderbird, baa, chequah | Uccello gigante | Pennsylvania                                                          |          | [ 1 ] [ 107 ]         |
| Ucumar                           | Ucu, Ukumar-zupia | Primate (Gigantopithecus?) | Cile, Argentina (nelle regioni montagnose)                            |          | [ 108 ]               |
| Uomo falena                      | Mothman | Bipede alato | Point Pleasant, Virginia Occidentale, Stati Uniti                     |          | [ 1 ] [ 109 ] [ 110 ] |
| Uomo-gufo                        | Uomo-gufo della Cornovaglia, Uomo-gufo di Mawnan | Ibrido umano-gufo, o una sottospecie più grande di quest'ultimo                                                                 | Inghilterra                                                           |          | [ 111 ]               |
| Uomo-lucertola di Lee County     | Lizard Man of Scape Ore Swamp | Bipede | Carolina del sud, Stati Uniti                                         |          | [ 11 ]                |
| Uomo rettile                     | Rettiliano | Rettile bipede? | Mondo                                                                 |          | [ 112 ]               |
| Uomo selvaggio di Navidad        | | Homo sapiens? Bigfoot? | Contea di Lavaca, Texas, Stati Uniti                                  |          | [ 113 ]               |
| Wucharia                         | Canis aureus lupaster o Canis lupus arabs (wucharia è il nome locale per il lupo)                                                                                          | Canide | Danakil, Eritrea                                                      |          | [ 114 ]               |
| Yeren                            | Yiren, Yeh Ren, uomo selvaggio cinese | Ominino? | Cina                                                                  |          | [ 115 ]               |
| Yeti                             | Abominevole uomo delle nevi | Primate oppure orso | Himalaya (Asia)                                                       |          | [ 116 ] [ 117 ]       |
| Yowie                            | Yahoo, Doolagahl | Primate (Meganthropus? Gigantopithecus?)                                                                                        | Australia                                                             |          | [ 118 ]               |